# Arnould Frémy
Arnould Frémy, född den 19 juli 1809 i Paris, död omkring 1894, var en fransk romanförfattare. Han var bror till Edmond Frémy.
Frémy var någon tid lärare i fransk litteratur först i Lyon och sedan i Strasbourg. Han var 1854–1859 en av redaktörerna av skämttidningen Le Charivari. Frémy skrev ett stort antal romaner samt några litteraturhistoriska arbeten. I Nordisk familjeboks första upplaga heter det: "Hans romaner, som äro mycket lästa i Frankrike, utmärka sig nästan endast genom sin osedlighet". Bland dem märks: Les maîtresses parisiennes (1855–1858), Les confessions d'un Bohémien (1857), Les mœurs de notre temps (1860), Les amants d'aujourd'hui (1862), Les batailles d'Adrienne (1866), Les gens mal élevés (1867) och La guerre future (1875).